# Uhm Hyun-kyung
Uhm Hyun-Kyung (4 de noviembre de 1986) es una actriz surcoreana.

## Filmografía

### Serie de televisión
| Año         | Título                               | Rol                             | Red       |
| ----------- | ------------------------------------ | ------------------------------- | --------- |
| 2005        | Rainbow Romance                      | Uhm Hyun-Kyung                  | MBC       |
| 2006        | Just Run!                            | Lee Soo-Jung                    | KBS2      |
| 2007        | Capital Scandal                      | Ueda Miyuki                     | KBS2      |
| 2007        | The Innocent Woman                   | Seo Ah-Young                    | KBS2      |
| 2011        | Detectives in Trouble                | Seo Hye-Ran                     | KBS2      |
| 2011        | Hooray for Love                      | Mi-Ra (invitada)                | MBC       |
| 2011        | Drama Special – Strawberry Ice Cream | Han Joon-Kyung                  | KBS2      |
| 2011        | Garden of Heave                      | Kim Myung-Ok                    | Channel A |
| 2012        | The King's Doctor                    | So Ka-Young                     | MBC       |
| 2013        | Drama Special – Sirius               | Kim Ahn-Na                      | KBS2      |
| 2013        | Good Doctor                          | Na In-Young                     | KBS2      |
| 2013        | Drama Special – The Unwelcome Guest  | Young-Hee                       | KBS2      |
| 2014        | Pluto Secret Society                 | Song Soo-Ji                     | EBS       |
| 2014        | Let's Eat                            | Cliente del restaurante (ep.16) | tvN       |
| 2014        | Mother's Garden                      | Kim Soo-Jin                     | MBC       |
| 2014        | The Greatest Marriage                | Hyun Myung-Yi                   | TV Chosun |
| 2015        | House of Bluebird                    | Seo Mi-Jin                      | KBS2      |
| 2015        | All is Well                          | Kang Hee-Jung                   | KBS2      |
| 2016        | The Good Wife                        | Lee Eun-Joo (ep.2)              | tvN       |
| 2017        | Innocent Defendant                   | Na Yeon-Hee                     | SBS       |
| 2017        | Single Wife                          | Lee Ra-Hee                      | Dramax    |
| 2019        | Miss Lee                             | Koo Ji-na                       | tvN       |
| 2020 - 2021 | A Man in a Veil                      | Han Yoo-jung                    | KBS2      |
| 2021 -      | The Second Husband                   | Bong Seon-hwa                   | MBC       |
| 2024        | The Brave Yong Soo Jung              | Yong Soo Jung                   |           |

### Películas
| Año  | Título                    | Papel   |
| ---- | ------------------------- | ------- |
| 2006 | Barra De Hielo            | (cameo) |
| 2012 | Hoya (Eighteen, Nineteen) | Do-Mi   |

### Programas de televisión
| Año  | Programa                                  | Notas                               |
| ---- | ----------------------------------------- | ----------------------------------- |
| 2019 | Law of the Jungle in Lost Jungle & Island | (ep. #363-367) - miembro            |
| 2016 | Battle Trip                               | (ep. 11-12) junto a Choi Yoon-young |

## Premios y nominaciones
| Año  | Categoría                                     | Premios              | Trabajo            | Resultado |
| ---- | --------------------------------------------- | -------------------- | ------------------ | --------- |
| 2021 | Top Excellence Award, Actress in a Miniseries | 2021 MBC Drama Award | The Second Husband | Ganó      |